# ニカーブ

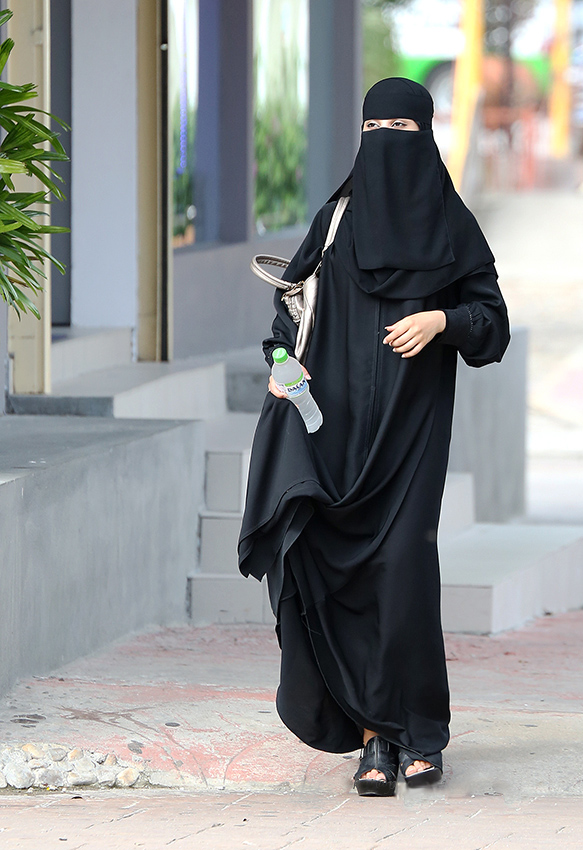
ニカーブを着用したサウジアラビアの女性

ニカーブ（niqāb）は、女性のイスラーム教徒が着用する丈の長い衣服である。「ヒジャーブ」の一形態であり、ニカーブを着れば、目の部分を除く顔全体と体全体をすっぽり覆うことができる。女性が公共の場へ行くときに着用される。狭義の公共の場というより、より詳しくは、「マフラム」と呼ばれる近親者を除く男性に出会う可能性のある場所ならどこでも、その場所へ行くときに着用される。着用の是非について議論の多い衣服であり、これは国民人口におけるイスラーム教徒の比率が高い国においても同様である。

## 歴史
歴史的には、アラビア半島の中央部にあるナジュド地方の女性ぐらいしか着ない衣服であった。1970年代以後、中東全域と北アフリカの、主にスンナ派ムスリマ（「ムスリマ」は女性のイスラーム教徒のこと）に急速に広まった。サウード家を中心としたアラブ産油国は、第四次中東戦争（1973年）をきっかけにスンナ派の規範を遵守させようとする強硬路線を国外にも拡大した。これはシーア派イスラーム教徒を巻き込んだイラン・イスラーム革命の宗教的熱狂に対するサウジアラビアの思想的応答として、ふさわしくもあった。サウジアラビアはイスラーム教徒が多数派の国々でモスク建設に資金提供を行い、これにより全世界でワッハーブ主義とサラフィー主義が浸透した。20世紀終盤に「イスラームの復興」とさかんに呼号されるようになったが、ニカーブの普及は、「イスラームの復興」を牽引したサウジアラビアの宗教的・政治的努力が目に見える形で結実したものである。ニカーブ普及の背景にあるサウジアラビアの活動は、シーア派世界に影響を与えるイランに対する対抗でもあった。20世紀終盤以後、サウジアラビアが他のアラブ諸国よりも宗教的・文化的に優越する地位を得たのは、このような活動による。
2000年代以後、特にアメリカ同時多発テロ事件以後、ニカーブは西洋において次第に良くない形で注目を集めるようになった。ニカーブ着用を中傷する者は、ニカーブをイスラーム過激派勢力の伸長や西洋的価値観の拒否の象徴と捉える。アルジェリアでは1990年代に着用者が大幅に増加した。これについてサウジアラビアがバックについたプロパガンダの副産物であり、アルジェリアの伝統文化ではないと指摘するアルジェリア人もいたにもかかわらず、ニカーブはアルジェリア内戦（1992年-2002年）を戦うイスラミストの着る服との認識が広まった。
ニカーブは、程度の差はあるが、イスラーム教徒が多数派を占める国でさえ、着用を禁止する法制化がなされたことがある。ニカーブ着用はムスリマの義務ではないと考えるイスラーム教徒の学者も多い。ニカーブはブルカに似るが、わかりやすい両者の違いは目の部分を覆うか否かである。ブルカは覆い、ニカーブは覆わない。また、生地の厚さや材質も異なる。目に見える袖の有無も相違点である。ブルカは袖がなく、ニカーブよりも厚い生地を使う。

## 教義との関わり

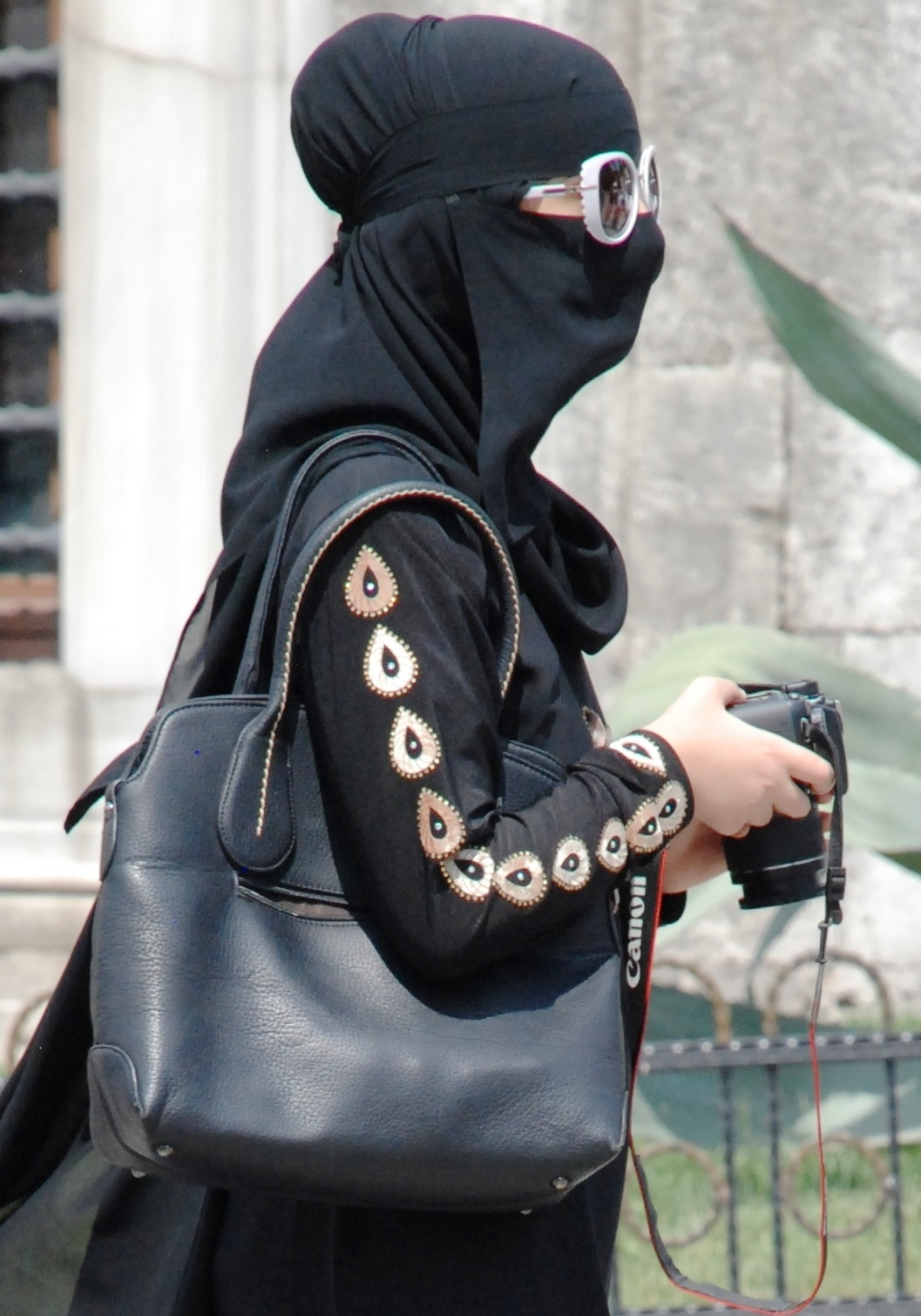
ニカーブを着用した女性

前イスラーム時代のアラビア半島では、女性が顔を覆い隠すことは一般的であったが、その宗教的背景は多様だった。2世紀のキリスト教徒テルトゥリアヌスは、彼自身はアラビアに行ったことはなかったが、未婚のアラブの女性が頭髪を覆うだけでなく顔全体を覆い布で隠す習慣があるという伝聞を記録している。
歴史的には、ニカーブの着用を含むヒジャーブの着用がイスラーム教徒の間で議論になることはなかった。ガザーリーは「男はいつも顔をあらわにし、女はいつもニカーブの裏に行く」と書いている。ハーフィズ・イブン・ハジャルは、「昔も今も、見知らぬ者の前では顔を隠すことは常に婦人の習慣である」と書いている。女性が顔を隠す義務が議論になり始めたのは、西洋の植民地主義がイスラームの地に侵入してきた時以来の現象である。
ハンバリー法学派とシャーフィイー法学派の観点では、女性は近親者（マフラム）でない男性の前では顔と両手を隠さねばならない。なぜなら顔と両手は婚姻する男性に見られるべきものであるからである。ハナフィー法学派とマーリキー法学派の観点では、ヒジャーブは義務ではないが推奨される。ただし、ハナフィー派とマーリキー派は過去に「女性は、その者により又はその者のためにフィトナが生じる虞がある場合には顔と両手を隠さねばならない」というファトワーを出したことがある。「その者によりフィトナが生じる」とは女性が類まれな美貌を持つ場合をいい、「その者のためにフィトナが生じる」とは堕落と不道徳が蔓延する時代の場合をいう。このため、スンナ派四大法学派は、（男性が）誘惑される可能性並びに時代が堕落する可能性があるときは女性の顔貌を覆い隠すことを義務とするということで合意している。
マーリキー法学派は、「顔を隠すことの義務」を「顔全体を覆い隠すことを義務とすること」にまで拡張できるかという点に議論があるため、ニカーブを義務とはしていない。

## 典拠
1. ↑  “Behind the veil: why 122 women choose to wear the full face veil in Britain” (2015年). 2023年7月16日閲覧。
2. ↑  News, Staff Writer-Morocco World. “Women in white march to defend Algeria tradition” (英語). www.moroccoworldnews.com/. 2022年8月29日閲覧。
3. ↑  “A ban to celebrate | Badra Djait” (英語). The Guardian (2010年4月23日). 2022年8月29日閲覧。
4. ↑  “BBC - Religions - Islam: Niqab” (英語). www.bbc.co.uk. 2022年10月24日閲覧。
5. ↑  The Veiling of Virgins Ch. 17. Tertullian, who never gone in Arabia writes, "The pagan women of Arabia, who not only cover their head but their whole face, so that they would rather enjoy half the light with one eye free than prostitute the face, will judge you. (Judicabunt vos Arabiae feminae ethnicae quae non caput, sed faciem totam tegunt, ut uno oculo liberato contentae sint dimidiam frui lucem quam totam faciem prostituere)."
6. ↑  Amer, Sahar (2014). What Is Veiling?. The University of North Carolina Press (Kindle edition). p. 61
7. ↑  ٱلْغَزَّالِيّ, أَبُو حَامِد مُحَمَّد. إحياء علوم الدين 2/47
8. ↑  al-Asqalani, Ibn Hajar. Fath al-Bari 9/324
9. ↑  “فريضة النقاب وشبهة الخلاف” (アラビア語). ar.islamway.net. 2025年1月2日閲覧。
10. ↑  “الأدلة على وجوب تغطية الوجه” (アラビア語). www.islamweb.net. 2025年1月2日閲覧。
11. ↑  Juan Eduardo Campo, ed. (2009). “Burqa”. Encyclopedia of Islam. Infobase Publishing. ISBN 9781438126968.
12. ↑  Hadia Mubarak (2009). “Burqa”. In John L. Esposito (ed.). The Oxford Encyclopedia of the Islamic World. Oxford: Oxford University Press.